# Convention de Lomé
Ne doit pas être confondue avec les accords de Lomé signés en 1999 pour mettre fin à la guerre civile de Sierra Leone.
Accord de Cotonou
La convention de Lomé est un accord de coopération commerciale signé le 28 février 1975 entre la CEE et 46 pays d'Afrique, des Caraïbes et du Pacifique (dits pays ACP), et renouvelé en 1979 (Lomé II, 57 pays), 1984 (Lomé III, 66 pays), 1990 (Lomé IV, 70 pays) et en 1995 (Lomé IVbis, 70 pays). En 2000, la convention de Lomé est remplacée par l'accord de Cotonou. 
Auparavant ne comptant à l'origine que 18 États membres, elle en compte 79 à présent, preuve de son attractivité. Cette coopération avait pour but de favoriser l'adaptation des pays ACP à l'économie de marché.

## Programmes mis en place
Lors de Lomé I (1975), fut mis en place le STABEX, le système de stabilisation réparti par le Fonds européen de développement (le FED). Instauré pour 48 produits de base, d'origine agricole, il compense la perte des recettes à l'exportation subie par tous les pays ACP.
Lors de Lomé II, le Sysmin (le Système de Développement du potentiel minier) couvre huit produits miniers et intervient si la baisse des cours menace l'outil de production (le seuil de déclenchement doit représenter 15 % des exportations totales).
Lomé III, avec son protocole sur le sucre, prévoit l'importation de 1,3 million de tonnes de sucre de canne aux prix européens. Ce protocole sera la raison du « décollage » des pays fournisseurs de sucre de canne comme l'île Maurice, les îles Fidji ou le Guyana.
Lomé IV apporte une promotion des entreprises et des investissements privés. En outre, il favorise l'ouverture à des partenaires non institutionnalisés tels que les entreprises, les coopérations et les syndicats.
Pour des raisons techniques, il est temporairement impossible d'afficher le graphique qui aurait dû être présenté ici.